# Ганхуягійн Оюунгерел
Ганхуягійн Оюунгерел (монг. Ганхуягийн Оюунгэрэл, нар. 1985) - монгольська королева краси, представниця Монголії на конкурсі Міс Світу 2007 в Китаї. Переможниця конкурсу «Монгольська красуня-2006», «Міс Монголії - 2007», «Міс Азії - 2007», призер по категорії «Обраний спосіб» показу «UB Fashion-2006», третє місце на конкурсі «Міс сусідніх країн-2006». Фінансист, перекладач. 

## Освіта
Ганхуягійн Оюунгерел навчалася в  Гуманітарному університеті Монголії.